# Правосудие (телесериал, 2019)
«Правосудие» (англ. The Fix) — американский детективный телесериал, премьера телесериала состоялась 18 марта 2019 года на американском телеканале ABC.
10 мая 2019 года канал ABC закрыл телесериал после одного сезона.

## Сюжет
Майя Трэвис — окружной прокурор Лос-Анджелеса, принимает участие в скандальном деле по обвинению известного актёра в двойном убийстве. Потерпев неудачу, она переезжает в Вашингтон и пытается начать новую жизнь. Спустя несколько лет Майе выпадает шанс восстановить справедливость, когда тот же актёр становится главным подозреваемом в другом деле.

## В ролях

### Основной состав
- Робин Танни - Майя, прокурор, которая брала перерыв на 8 лет после неудачного дела. Она возвращается в суд, чтобы посадить актера, который убивает своих девушек.
- Адам Рэйнер - Мэтью, бывший напарник главной героини, с которым у них 8 лет назад намечался роман. Сейчас он женат и планирует построить карьеру. Именно он возвращает главную героиню для раскрытия дела.
- Адевале Акинойе-Агбаже - Севви, знаменитый актер, которого 8 лет назад обвиняли в убийстве жены, но его оправдали. В настоящее время его снова обвиняют в убийстве девушки, с которой он встречался.
- Скотт Коэн - Эзра, адвокат актера, который не играет по честным правилам, идет напролом и планирует спасти актера от тюрьмы.

## Обзор сезонов
| Сезон | Сезон | Эпизоды | Дата показа   | Дата показа | Рейтинг Нильсона | Рейтинг Нильсона       |
| Сезон | Сезон | Эпизоды | Премьера      | Финал       | Ранк             | Зрители США (миллионы) |
| ----- | ----- | ------- | ------------- | ----------- | ---------------- | ---------------------- |
|       | 1     | 10      | 18 марта 2019 | 20 мая 2019 | 88               | 5,00                   |

## Эпизоды

### Сезон 1 (2019)
| № общий | № в сезоне | Название                             | Режиссёр         | Автор сценария                            | Дата премьеры  | Произв. код | Зрители в США (млн) |
| --- | ---------- | ------------------------------------ | ---------------- | ----------------------------------------- | -------------- | ----------- | ------------------- |
| 1 | 1          | «Pilot» «Пилот»                      | Лариса Кондрацки | Сара Фэйн & Элизабет Крафт & Марсия Кларк | 18 марта 2019  | 101         | 4.40                |
| Окружной прокурор Лос-Анджелеса Майя Трэвис потерпела сокрушительное поражение после судебного преследования кинозвезды за двойное убийство. Некогда блестящая карьера потерпела сокрушительный крах, и Майя решает начать все сначала, перебравшись в Вашингтон. Восемь лет спустя, когда эту же звезду подозревают в очередном убийстве, Майю заманивают обратно в офис окружного прокурора для еще одного шанса на правосудие. |            |                                      |                  |                                           |                |             |                     |
| 2 | 2          | «Revenge» «Месть»                    | Майкл Кэтлман    | Сара Фэйн & Элизабет Крафт & Марсия Кларк | 25 марта 2019  | 102         | 3.85                |
| Майя и Мэтью обыскивают дом Севви на предмет чего-либо, что может послужить причиной для ареста, но сталкиваются с растущим давлением со стороны Уайста, который требует быстрее открыть дело. Тем временем Эзра пытается очистить образ Севви и находит нового подозреваемого, чтобы отвлечь внимание его клиента. |            |                                      |                  |                                           |                |             |                     |
| 3 | 3          | «The Wire» «Прослушка»               | Стив Робин       | Джером Шварц & Дэнис Хан                  | 1 апреля 2019  | 103         | 2.98                |
| Майя решает прибегнуть к прослушивающему устройству во время встречи с Севви, чтобы получить неопровержимые доказательства его причастности к убийству. Тем временем Эзра работает над созданием хорошего алиби для Севви, и посылает своего помощника Бака посетить Рив на ранчо. |            |                                      |                  |                                           |                |             |                     |
| 4 | 4          | «Scandal» «Скандал»                  | Эдвард Орнелас   | Венди Мерикл & Катрин ЛеПард              | 8 апреля 2019  | 104         | 3.23                |
| Майя получает записи наблюдения Джессики за ночь до ее смерти. Уист в ярости после того, как Эзра раскручивает историю о романе между Майей и Мэтью. Офис Д.А. узнает, что есть крот, который передает информацию Эзре. |            |                                      |                  |                                           |                |             |                     |
| 5 | 5          | «Lie to Me» «Солги мне»              | Венди Станцлер   | Ола Шокунби                               | 15 апреля 2019 | 105         | 3.08                |
| Офис окружного прокурора заставляет всех пройти тест на детекторе лжи, чтобы найти крота, который сливает важную информацию Эзре Вулфу. Получится ли найти предателя при помощи детектора? Тем временем Майя неожиданно посещает Гейба на работе, чтобы поговорить с ним о чем-то важном. |            |                                      |                  |                                           |                |             |                     |
| 6 | 6          | «The Fugitive» «Беглец»              | Стэйси К. Блэк   | Дэнис Хан                                 | 22 апреля 2019 | 106         | 3.11                |
| Майя и Севви снова сталкиваются в суде, и это грозит перерасти в нечто большее, чем простая юридическая конфронтация. Тем временем Уист резонно предполагает, что Мэтью говорит ему не обо всей информации относительно охоты на кротов, поэтому хочет вывести его на чистую воду. |            |                                      |                  |                                           |                |             |                     |
| 7 | 7          | «Ghost Whisperer» «Призрачный шепот» | Рэндолл Зиск     | Катрин ЛеПард                             | 29 апреля 2019 | 107         | 2.77                |
| у Севви начинаются галлюцинации по поводу его покойной бывшей Джессики, в то время как ее недовольная сестра Линдси пытается взять дело в свои руки. Между тем, полиция находит бездомного в пиджаке, который принадлежал Севви, и все обостряется с преследователем Майи. |            |                                      |                  |                                           |                |             |                     |
| 8 | 8          | «Queen for a Day» «Королева на день» | Майкл Кэтлман    | Брук Ситгрейвз Тернер                     | 6 мая 2019     | 108         | 2.18                |
| Офис окружного прокурора полон решимости докопаться до недавно найденных улик, которые появились в деле. Полиция сообщает Майе важные сведения о безопасности после того, как дело принимает опасный оборот. Тем временем Лони рассказывает Майе о своих отношениях с Эзрой. |            |                                      |                  |                                           |                |             |                     |
| 9 | 9          | «Jeopardy!» «Подсудность»            | Сильвер Три      | Кори Миллер                               | 13 мая 2019    | 109         | 2.42                |
| Севви предлагает многомиллионную награду для всех, кто обладает информацией об убийстве Джессики, и убеждает Эзру помочь ему последовать примеру Лас-Вегаса. Тем временем Си Джей и Рив вынашивают хитроумный план, чтобы обнаружить и поймать преследователей Майи. |            |                                      |                  |                                           |                |             |                     |
| 10 | 10         | «Making a Murderer» «Делая убийцу»   | Майкл Кэтлман    | Неизвестно                                | 20 мая 2019    | 110         | 2.90                |
| На все вопросы будет дан подробный ответ, поскольку вынесено обвинительное заключение в деле об убийстве Джессики Мейер. Общественность и родственники заслуживают знать правду, поэтому команда делает все, чтобы докопаться до всех подробностей этого резонансного преступления. |            |                                      |                  |                                           |                |             |                     |